# 471109 Vladobahyl
471109 Vladobahyl este o planetă minoră (asteroid) din centura de asteroizi. A fost descoperită pe 12 februarie 2010 la Mayhill⁠(d) de Štefan Kürti⁠(d). 
Obiectul prezintă o orbită caracterizată de o semiaxă mare de 2,5566893685917 UAi, o excentricitate de 0,161, o înclinație de 4,706 ° în raport cu ecliptica.